# Municipalità locale di Nokeng tsa Taemane
La municipalità locale di Nokeng tsa Taemane  (in inglese Nokeng tsa Taemane Local Municipality) è stata una municipalità locale del Sudafrica appartenente alla municipalità distrettuale di Metsweding, nella provincia del Gauteng. In base al censimento del 2001 la sua popolazione era di 53 203 abitanti.
Nel 2011 è stata accorpata, al pari della municipalità locale di Kungwini, alla municipalità metropolitana di Tshwane.
La sede amministrativa e legislativa era la città di Rayton e il suo territorio si estendeva su una superficie di 1.967 km² ed era suddiviso in 6 circoscrizioni elettorali (wards). Il suo codice di distretto era GT461.

## Geografia fisica

### Confini
La municipalità locale di Nokeng tsa Taemane confinava a nord con quelle di Bela-Bela (Waterberg/Limpopo) e Dr J.S. Moroka (Nkangala/Mpumalanga), a est con quella di Thembisile (Nkangala/Mpumalanga), a est e a sud con quella di Kungwini, a ovest con quella di Moretele (Bojanala/Nordovest) e a ovest con il municipio metropolitano di Tshwane.

### Città e comuni
- Baviaanspoort
- Bynespoort
- Cullinan
- Kekana Gardens
- Meyerton
- Nokeng tsa Taemane
- Onverwacht
- Rayton
- Refilwe
- Roodeplaat Dam Nature Reserve
- Sonderwater
- Vergenoeg

### Fiumi
- Boekenhoutspruit
- Edendalspruit
- Elands
- Enkeldoringspruit
- Moreletta
- Pienaars

### Dighe
- Roodeplaatdam